# ミルチャ・スネグル
ミルチャ・イオン・スネグル（モルドバ語: Mircea Ion Snegur、1940年1月17日 - 2023年9月13日）は、モルドバ共和国の初代大統領。ソビエト連邦時代にはミルチャ・イヴァノヴィッチ・スネグル（ロシア語: Мирча Иванович Снегур, ラテン文字転写: Mircha Ivanovich Snegur）として知られた。

## 経歴

### ソ連時代
- 1961年 - キシナウ農業大学（ルーマニア語版、英語版）（農学専攻）卒業
- 1964年 - 1990年 共産党員 1964年から1990年まで
- 1967年 - 1971年 農工学者として働く、集団農業の管理者
- 1971年 - 1978年 農業大臣
- 1978年 - 1981年 セレクツィヤ生産調査協会の事務総長（キシナウ）
- 1981年 - 1985年 党エジネツキー地区委員会書記
- 1985年 - 1989年 モルダビア共産党中央委員会書記
- 1989年 - 1990年 モルダビア共和国最高会議幹部会議長
- 1990年4月 - 9月 モルダビア最高会議議長
- 1990年 - 1991年8月　モルダビア共和国大統領
- 1996年8月 モルドバ共和国大統領

### モルドバ共和国大統領
1990年、対抗馬のいない大統領選挙において、ソビエト社会主義共和国・モルドバ（1991年5月23日からモルドバ共和国）大統領に選出され、9月3日に就任した。
元共産党員であるスネグルはモルドバの独立を保証し、積極的に西側からの承認を求めた。モルドバは1991年6月に一度ソ連からの独立を宣言したが、スネグルがルーマニアとの即時再統一に反対した事が10月のモルダビア人民戦線（Frontul Popular）との決裂に発展。その結果、彼は無所属として1991年12月に大統領選挙に出馬することになった。
対抗馬はおらず、人民戦線側による投票ボイコット運動が失敗に終わりスネグルが大統領に当選。そこから同国はソ連崩壊後、共産主義・社会主義から離脱し資本主義に基づいた共和国の一国として完全独立を果たした。
だが、過去の経緯にもかかわらずスネグル自身は言語政策などで親ルーマニア的だったため、モルドバの独立の際にスラブ系の多い沿ドニエストル地方がモルドバからの分離独立を宣言、それに対してモルドバ側は1991年9月3日に共和国軍を創設、沿ドニエストルへ軍隊を派遣して攻撃を開始。これにより同国は多数の死傷者を出す武力紛争へ突入し、この事案が以後の経済的な衰退や混沌へ繋がって行くこととなる。
大統領在任時、短期間でモルドバの独立承認を130カ国以上から取り付け、国際連合や40以上の国際機構に加盟した。しかしながら同国の経済情勢は急激に悪化し、同時期に国民から国外移民が増加し、教育水準も低下した。
1995年8月にモルドバ復興と合意党を結成して議長に就任した。
1996年の大統領選挙にも出馬したが、二度目の投票で議会議長ペトル・ルチンスキーに競り負けて国中を驚かすこととなった。
2023年9月13日に死去。83歳没。

## パーソナル
名誉記章勲章（1966年）、「労働献身に対する」メダル（1976年）、"Ordinul Republicii"勲章（2000年）、芸術アカデミーの"AD Honores"賞状（1995年）、欧州功労団の名誉賞状と金メダル（1995年）を受賞。
キシナウ農業大学の名誉博士号（1996年）、アンカラ大学の博士号（1996年）、モルドバ国際自由大学の博士号を授与された。
2人の子供（一男一女）がおり、長女は同国政治家の一人で外交官として活動するナタリア・ゲルマンである。なお、彼女はかつて同国暫定首相を務めた経験を持つ。

## その他
モルドバの通貨であるモルドバ・レウ紙幣の人物肖像画に、スネグルの肖像が一時期使用されていた。